# Lijst van beelden in Amsterdam-Oost
Dit is een (onvolledige) chronologische lijst van beelden in Amsterdam-Oost. Onder een beeld wordt hier verstaan elk driedimensionaal kunstwerk in de openbare ruimte van de Nederlandse gemeente Amsterdam stadsdeel Oost, waarbij beeld wordt gebruikt als verzamelbegrip voor sculpturen, standbeelden, installaties, gedenktekens en overige beeldhouwwerken.
Voor een volledig overzicht van de beschikbare afbeeldingen zie de categorie Beelden in Amsterdam-Oost op Wikimedia Commons.
Dit deel bevat de beelden in het stadsdeel Oost.

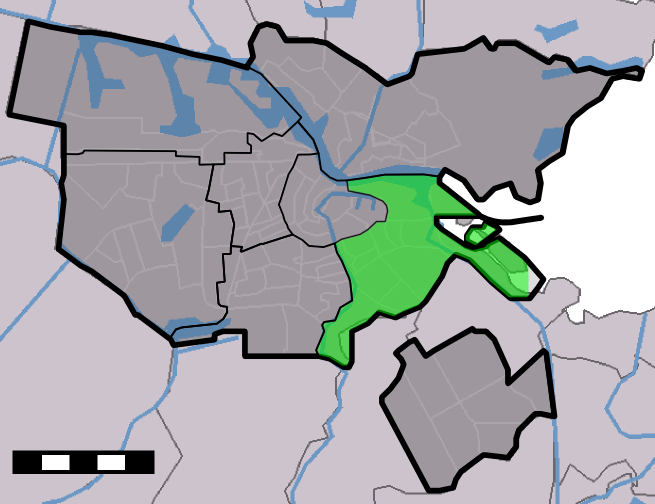
Amsterdam-Oost

| Geplaatst                                              | Omschrijving | Kunstenaar                                                                      | Locatie                                            | Wijk/buurt                         | Materiaal                                   | Afbeelding |
| ------------------------------------------------------ | --- | ------------------------------------------------------------------------------- | -------------------------------------------------- | ---------------------------------- | ------------------------------------------- | ---------- |
| 1544 (vermoedelijk)                                    | Limietpalen Oosterpark | onbekend                                                                        | Oosterpark                                         | Oosterparkbuurt                    | hardsteen                                   |            |
| 1700                                                   | Koning David | onbekend                                                                        | Middenweg, Park Frankendael                        | Watergraafsmeer                    | hardsteen                                   |            |
| 1714                                                   | Neptunus, Amphitrite en Arion                                                                                                 | Ignatius van Logteren                                                           | Middenweg, Park Frankendael                        | Watergraafsmeer                    | hardsteen                                   |            |
| 1889                                                   | Muziek en vreugde | Bart van Hove                                                                   | Linnaeusstraat 89                                  | Dapperbuurt                        | beton en baksteen                           |            |
| 1898                                                   | Staande Maria met Christus | Emil Van den Bossche Willem Crevels                                             | Eerste Oosterparkstraat                            | Oosterparkbuurt                    | natuurstenen sculptuur                      |            |
| 1957                                                   | Grafmonument van Johannes van Bree                                                                                            | Atze Haytsma                                                                    | Kruislaan                                          | Watergraafsmeer                    | hardsteen                                   |            |
| 1903                                                   | Tegeltableau (voormalige) openbare school                                                                                     | onbekend                                                                        | Tweede Boerhaavestraat 80                          | Oosterparkbuurt                    | wandtegels                                  |            |
| 1907                                                   | Justus van Maurikbank | Eduard Jacobs                                                                   | Oosterpark                                         | Oosterparkbuurt                    | graniet en marmer                           |            |
| 1923                                                   | Twee arenden | Adrianus Remiëns                                                                | Veeteeltstraat (Betondorp)                         | Watergraafsmeer                    | zandsteen                                   |            |
| 1924                                                   | Zeemonsters | Adrianus Remiëns                                                                | Middenweg                                          | Watergraafsmeer                    | steen                                       |            |
| 1924                                                   | Grafsteen Politiehond Albert                                                                                                  | onbekend                                                                        | Oosterpark                                         | Oosterparkbuurt                    | natuursteen                                 |            |
| 1938                                                   | Toegangspoort Flevopark | onbekend                                                                        | Flevopark                                          | Indische buurt                     | steen en staal                              |            |
| 1939                                                   | Toekomst der Spoorwegen | Theo van Reijn                                                                  | Julianaplein (Julianapark), Amstelstation          | Watergraafsmeer                    | onbekend                                    |            |
| 1939                                                   | Terugblik | Theo van Reijn                                                                  | Julianaplein (Julianapark), Amstelstation          | Watergraafsmeer                    | onbekend                                    |            |
| 1945                                                   | Grafmonument van Albert Hahn                                                                                                  | Hildo Krop                                                                      | Kruislaan                                          | Watergraafsmeer                    | kalksteen                                   |            |
| 1945                                                   | Grafmonument van Jan Willem Pieneman                                                                                          | Bart van Hove                                                                   | Kruislaan                                          | Watergraafsmeer                    | onbekend                                    |            |
| 1950 / 2003                                            | Zeeman op de uitkijk | Pieter Starreveld                                                               | Java-eiland                                        | Oostelijk Havengebied              | steen                                       |            |
| 1950                                                   | Fortuna | Pieter Starreveld                                                               | Piet Heinkade / Oostelijke Handelskade             | Oostelijk Havengebied              | brons                                       |            |
| 1952                                                   | Gedenkteken W.A. Froger | Dienst der Publieke Werken                                                      | Flevopark                                          | Indische Buurt                     | steen                                       |            |
| 1955                                                   | Engel des doods | Fred Carasso                                                                    | De Nieuwe Ooster                                   | Watergraafsmeer                    | brons                                       |            |
| 1955                                                   | Heilig Hartbeeld | Jacques van der Meij                                                            | Linnaeushof 94                                     | Watergraafsmeer                    | diabas                                      |            |
| 1956                                                   | Scheppingsverhaal | Harry op de Laak                                                                | Vrolikstraat 8                                     | Oosterparkbuurt                    | marmer, beton                               |            |
| 1956                                                   | Plaquette mr. Bernardus Cornelis Franke                                                                                       | Bep Sturm-van den Bergh                                                         | Wethouder Frankeweg/Middenweg                      | Watergraafsmeer                    | brons                                       |            |
| 1956 / 1978                                            | Handen | Willem Reijers                                                                  | Vrolikstraat 8 Gevel Wibautstraat                  | Oosterparkbuurt                    | brons                                       |            |
| 1956 / 2009                                            | Amphitrite, beeldengroep met fontein                                                                                          | Albert Termote                                                                  | Azartplein (KNSM-eiland)                           | Oostelijk Havengebied              | brons                                       |            |
| 1957                                                   | Verzetsmonument | Hildo Krop                                                                      | Kruislaan                                          | Watergraafsmeer                    | brons en travertijn                         |            |
| 1957                                                   | Bokkenrijder | Gerrit Bolhuis                                                                  | Oosterpark                                         | Oosterparkbuurt                    | brons                                       |            |
| 1957                                                   | Spelende kinderen | Gerda Rubinstein                                                                | Oosterpark                                         | Oosterparkbuurt                    | brons                                       |            |
| 1958                                                   | Christus Koning | onbekend                                                                        | James Wattstraat 58                                | Watergraafsmeer                    | onbekend                                    |            |
| 1962                                                   | Vrede | Hans Reicher                                                                    | Radioweg                                           | Watergraafsmeer                    | brons                                       |            |
| 1962                                                   | Het buikschot | Adam Jansma                                                                     | Tugelaweg                                          | Transvaalbuurt                     | natuursteen                                 |            |
| 1962                                                   | Gedenksteen Gevallen voor het Vaderland                                                                                       | onbekend                                                                        | Kruislaan                                          | Watergraafsmeer                    | kalksteen                                   |            |
| 1963                                                   | De worstelaars | Hans IJdo                                                                       |                                                    | Flevopark                          | brons                                       |            |
| 1966                                                   | Beursmannetje | Pieter d'Hont                                                                   | Prins Bernhardplein                                | Watergraafsmeer tot 2006 op Damrak | brons                                       |            |
| 1967                                                   | Standbeeld voor F.M. Wibaut                                                                                                   | Han Wezelaar                                                                    | Wibautstraat (tijdelijk Rhijnspoorplein)           | Oosterparkbuurt                    | brons                                       |            |
| 1967                                                   | Compositie | Leo de Vries                                                                    | Galileïplantsoen                                   | Watergraafsmeer                    | kalksteen                                   |            |
| 1967                                                   | Spelende kinderen | Gerrit Bolhuis                                                                  | Kruislaan                                          | Watergraafsmeer                    | brons en rood zandsteen                     |            |
| 1969                                                   | Bolgewas | Paul Koning                                                                     | Oosterpark                                         | Oosterparkbuurt                    | brons                                       |            |
| 1969                                                   | Monument Leven en Vrijheid (Hun Leven onze Vrijheid 1940-1945)                                                                | Arend Soerink                                                                   | Ceramplein                                         | Indische Buurt                     | baksteen en gepolijst graniet (gedenksteen) |            |
| 1969                                                   | Phoenix (Monument Leven en Vrijheid)                                                                                          | Arend Soerink                                                                   | Ceramplein                                         | Indische Buurt                     | brons, betonnen sokkel en graniet           |            |
| 1970                                                   | Het westen ontvangt en ontmoet 't oosten                                                                                      | Theo Niermijer                                                                  | Oosterpark                                         | Oosterparkbuurt                    | gegalvaniseerd staal en beton               |            |
| 1971/1988                                              | De Titaantjes In 1986 werd een nieuw afgietsel geplaatst                                                                      | Hans Bayens                                                                     | Oosterpark                                         | Oosterparkbuurt                    | beton en brons                              |            |
| 1971                                                   | Twee bolvormen | Lajos Ratkai                                                                    | Voltaplein                                         | Watergraafsmeer                    | brons                                       |            |
| 1971                                                   | Moeder en Kind | Gerarda Rueter                                                                  | Robert Kochplantsoen                               | Watergraafsmeer                    | brons                                       |            |
| 1975                                                   | Sluis | Lon Pennock                                                                     | Kruislaan                                          | Watergraafsmeer                    | cortenstaal                                 |            |
| 1977                                                   | Kranten en letters | Opland                                                                          | Wibautstraat metrostation Wibautstraat             | Weesperzijde                       | verf                                        |            |
| 1979                                                   | Steen van Rosetta | Dirk Muller                                                                     | Park Frankendael                                   | Watergraafsmeer                    | steen                                       |            |
| 1981                                                   | Vijfstromenland | Carel Visser                                                                    | Linnaeusstraat                                     | Dapperbuurt                        | metaal                                      |            |
| 1981                                                   | Omgekeerde spijkerbroek | Helly Oestreich                                                                 | Sumatraplantsoen                                   | Indische buurt                     | glas                                        |            |
| 1982                                                   | Rotsvast | Rob Ligtvoet                                                                    | Flevopark                                          | Indische Buurt                     | brons                                       |            |
| 1982                                                   | Zonder titel | Jan van Goethem                                                                 | Reinwardtstraat 43                                 | Dapperbuurt                        | glas, neon                                  |            |
| 1982                                                   | Dwazen denken te beschermen                                                                                                   | Berend Peter                                                                    | Javaplantsoen                                      | Indische Buurt                     | beton en cortenstaal                        |            |
| 1983                                                   | Schelpvorm | Joop Hollanders                                                                 | Radioweg, Kruislaan                                | Watergraafsmeer                    | brons                                       |            |
| 1984 in 2019 verplaatst naar Plesmanlaan in Nieuw-West | Wandelend muurtje | Jan Snoeck                                                                      | Polderweg 1                                        | Oostpoort                          | keramiek                                    |            |
| 1985                                                   | Rode pylonen | Hendrik Jan van Herwijnen                                                       | Iepenplein                                         | Oosterparkbuurt                    | acryl, staal en tegels                      |            |
| 1985                                                   | Zonder titel | Dik Box                                                                         | Amstelboulevard het stond eerder in de Dapperbuurt | Omval                              | aluminium                                   |            |
| 1985                                                   | Dikke vrindjes | Taeke Friso de Jong                                                             | Fahrenheitstraat 115                               | De Wetbuurt                        | brons                                       |            |
| 1987                                                   | Verzonken toren | Rik van Dolderen                                                                | Ringvaart (Watergraafsmeer)                        | Transvaalbuurt                     | staal, beton                                |            |
| 1987                                                   | Sequence V Horizontaal beeld                                                                                                  | Henk van Bennekum                                                               | Hugo de Vrieslaan                                  | Watergraafsmeer                    | staal                                       |            |
| 1987                                                   | Samengesteld werk Tegeltableau afgebeeld                                                                                      | Piet Dirkx                                                                      | Pieter Nieuwlandstraat                             | Dapperbuurt                        | divers                                      |            |
| 1987                                                   | Abstract werk | Guusje van den Heuvel                                                           | Tweede Oosterparkstraat 33                         | Oosterparkbuurt                    | diverse materialen                          |            |
| 1987                                                   | Keramische davidsster | Mieke Blits                                                                     | Transvaalstraat en Transvaalplein                  | Transvaalbuurt                     | keramiek                                    |            |
| 1987                                                   | Imaginaire Familie | Dick Hauser                                                                     | Vrolikstraat                                       | Oosterparkbuurt                    | beton                                       |            |
| 1987                                                   | Druppel en zadel | Adri Verhoeven                                                                  | Transvaalplein                                     | Transvaalbuurt                     | gepolijst graniet                           |            |
| 1987                                                   | Monument tegen apartheid en racisme                                                                                           | Pépé Grégoire                                                                   | Schalk Burgerstraat                                | Transvaalbuurt                     | brons en hardsteen                          |            |
| 1989                                                   | Corned beef | Carolien Feldbrugge                                                             | Hildo Kropplein                                    | Oostelijk Havengebied              | beton                                       |            |
| 1990 (verplaatst in 1993)                              | De Wokkel | Wim Snieder                                                                     | Ringweg Oost (A10)                                 | Watergraafsmeer                    | beton                                       |            |
| 1990                                                   | Zonder titel | Per Kirkeby                                                                     | Hildo Kropplein                                    | Oostelijk Havengebied              | baksteen                                    |            |
| 1991                                                   | Dansende beer | Merina Beekman                                                                  | Derde Oosterparkstraat 159                         | Oosterparkbuurt                    | gemoffeld aluminium                         |            |
| 1991                                                   | Monument voor de vliegramp op 7 juni 1989                                                                                     | Guillaume Lo-A-Njoe                                                             | 's-Gravesandeplein                                 | Oosterparkbuurt                    | aluminium                                   |            |
| 1991                                                   | Boogconstructie | Piet Slegers                                                                    | Spaklerweg                                         | Omval                              | staal                                       |            |
| 1992                                                   | Monument voor de Tachtigers                                                                                                   | Jan Wolkers                                                                     | Oosterpark                                         | Oosterparkbuurt                    | roestvast staal                             |            |
| 1992                                                   | Stenen sculptuur met tulp | Harry van Renswou                                                               | Timorplein                                         | Indische Buurt                     | beton, brons en staal                       |            |
| 1993                                                   | Industrieel monument | Joep van Lieshout                                                               | Cruquiusweg                                        | Oostelijk Havengebied              | divers                                      |            |
| 1993                                                   | Kijker | Barbara Kletter                                                                 | Hugo de Vrieslaan                                  | Watergraafsmeer                    | staal                                       |            |
| 1993 in 2020 verplaatst naar Science Park              | Vijf wolken | Bert van Loo                                                                    | Mauritskade 61                                     | Oosterparkbuurt                    | glas                                        |            |
| 1993                                                   | Hekwerk Barcelonaplein | Narcisse Tordoir                                                                | Barcelonaplein (KNSM-eiland)                       | Oostelijk Havengebied              | beton en staal                              |            |
| 1994                                                   | Zes betegelde zuilen waarvan drie afgebeeld                                                                                   | Emanuel Viegers                                                                 | Derde Oosterparkstraat                             | Oosterparkbuurt                    | tegelwerk                                   |            |
| 1994                                                   | Hommage | Jos Willems                                                                     | Entrepotkade                                       | Oostelijk Havengebied              | cortenstaal, brons                          |            |
| 1995                                                   | Gyroscoop | Jos Kokke                                                                       | Cruquiusweg 5                                      | Oostelijk Havengebied              | staal                                       |            |
| 1995                                                   | Sporen volgen het Javaplantsoen                                                                                               | Wim Tap                                                                         | Javaplantsoen                                      | Indische Buurt                     | steen                                       |            |
| 1995                                                   | Les Grandes Formes | Jacques Vieille                                                                 | Ringweg Oost (A10) / Gooiseweg (Betondorp)         | Watergraafsmeer                    | fruitbomen en staal                         |            |
| 1996                                                   | Oute Waal | Ingrid Pasmans                                                                  | Oeterwalerstraat t.o. 26 - 34                      | Dapperbuurt                        | geëmailleerd staal en zeefdruk              |            |
| 1996                                                   | 101 Namen | Martine Neddam                                                                  | Van Swindenspoorbrug                               | Dapperbuurt                        | kunststof                                   |            |
| 1997                                                   | Fontein Krugerplein | Peer Veneman                                                                    | Krugerplein                                        | Transvaalbuurt                     | brons en een kei                            |            |
| 1997                                                   | Teken | Marianne van den Heuvel                                                         | De Nieuwe Ooster                                   | Watergraafsmeer                    | Belgisch hardsteen                          |            |
| 1997                                                   | Geloof, hoop en liefde (Afbeelding februari 2020)                                                                             | Nicholas Pope                                                                   | Mauritskade                                        | Oosterparkbuurt                    | terracotta en aluminium                     |            |
| 1998                                                   | Maria van de 21e eeuw | Sylvi Zijlmans & Hewald Jongenelis                                              | Oosterpark 9, OLVG-Oost                            | Oosterparkbuurt                    | brons                                       |            |
| 1998                                                   | Hemels juweel | Ton Slits                                                                       | Javakade 700-728                                   | Oostelijk Havengebied              |                                             |            |
| 1998                                                   | Vlinders | Loes van der Horst                                                              | Kramatplantsoen                                    | Indische Buurt                     | aluminium                                   |            |
| 1999                                                   | Hemelwater | Erick de Lyon                                                                   | Vrolikstraat 347-349                               | Oosterparkbuurt                    | chroom                                      |            |
| 2000                                                   | Zülbiye Gündüz boom Een beeld van buurtbewoners en schoolgenootjes uit 1993 ging verloren tijdens herinrichting van de straat | Marianne van den Heuvel                                                         | Vrolikstraat 38                                    | Oosterparkbuurt                    | hardsteen                                   |            |
| 2000                                                   | Teken aan de wand | A v.d. Zand                                                                     | Eerste Boerhaavestraat                             | Weesperzijde                       | verf                                        |            |
| 2000                                                   | Bomen, bloemen en planten in vier jaargetijden                                                                                | Rick Paauw                                                                      | Johanna Westerdijkplein(tje)                       | Dapperbuurt                        | tegels                                      |            |
| 2001                                                   | Fragment van een huiskamer | Mark Manders                                                                    | P.E. Tegelbergplein schiereiland Sporenburg        | Oostelijk Havengebied              | gietijzer en bestrating                     |            |
| 2001                                                   | Animeertegels | Kees Aafjes                                                                     | Eikenplein                                         | Oosterparkbuurt                    | composiet beton                             |            |
| 2001                                                   | Stenen gedicht | Gerrit Kouwenaar                                                                | Panamalaan                                         | Entrepothaven                      | baksteen                                    |            |
| 2002                                                   | The flowers | Karel Appel                                                                     | Oosterspoorplein                                   | Dapperbuurt                        | brons/graniet                               |            |
| 2002                                                   | Kantoorgangers | Elisa van Schie                                                                 | Schalkburgerstraat                                 | Transvaalbuurt                     | brons                                       |            |
| 2002                                                   | Gedenkteken Muiderpoortstation                                                                                                | Steffen Maas                                                                    | Oosterspoorplein                                   | Dapperbuurt                        | roestvast staal                             |            |
| 2002                                                   | Nationaal Monument Slavernijverleden                                                                                          | Erwin de Vries                                                                  | Oosterpark                                         | Oosterparkbuurt                    | onbekend                                    |            |
| 2002                                                   | Al Ela Ani Bochea | Wessel Couzijn                                                                  | President Brandtstraat 330                         | Transvaalbuurt                     | kalksteen                                   |            |
| 2002                                                   | Middenstip | Harald Vlugt                                                                    | Esplanade de Meer                                  | Watergraafsmeer                    | beton en straatklinkers                     |            |
| 2003                                                   | onbekend | John Prop en Loes Diephuis                                                      | Reinwardtstraat                                    | Dapperbuurt                        | onbekend                                    |            |
| 2003                                                   | Kastanje | Handle with Care                                                                | Kastanjeplein                                      | Oosterparkbuurt                    | brons                                       |            |
| 2003                                                   | Man en schaap | Merijn Bolink                                                                   | Zeeburgerdijk                                      | Indische Buurt                     | steen                                       |            |
| 2003                                                   | J.C. Bloem | Steffen Maas                                                                    | Mauritskade                                        | Dapperbuurt                        |                                             |            |
| 2004                                                   | Voor de bijen | Frank Mandersloot                                                               | Rietlandpark                                       | Oostelijk Havengebied              | hout en beton                               |            |
| 2004                                                   | Rue des Reves | Steffen Maas                                                                    | Ploegstraat                                        | Betondorp                          | staal                                       |            |
| 2004                                                   | Nijlpaard | Tom Claassen                                                                    | Paul Hufkade                                       | IJburg                             | rubber                                      |            |
| 2005                                                   | Sightless among Miracles | Skip Wallen                                                                     | Mauritskade                                        | Oosterparkbuurt                    | brons                                       |            |
| 2005                                                   | Theo Thijssenmonument | Jan Wolkers                                                                     | De Nieuwe Ooster                                   | Watergraafsmeer                    | glas                                        |            |
| 2005                                                   | Toegangspoort Park Frankendael                                                                                                | AnneMarie van Splunter                                                          | Nobelweg                                           | Watergraafsmeer                    | gebeitst roestvast staal                    |            |
| 2005                                                   | Fontein 's-Gravesandeplein | Handle with Care                                                                | 's-Gravesandeplein                                 | Oosterparkbuurt                    | steen                                       |            |
| 2005                                                   | Fata morgana | Iris Le Rütte                                                                   | Wibautstraat                                       | Oosterparkbuurt                    | staal                                       |            |
| 2005                                                   | Drie leeuwtjes Foto: De leeuwin                                                                                               | Alice Helenklaken                                                               | Leeuwenhoekstraat                                  | Swammerdambuurt                    | hardsteen                                   |            |
| 2006                                                   | Maalstroom nr. 2 | Thomas Elshuis                                                                  | Zuiderzeeweg                                       | Zeeburgereiland                    | foto                                        |            |
| 2007                                                   | De Schreeuw | Jeroen Henneman                                                                 | Oosterpark                                         | Oosterparkbuurt                    | roestvast staal                             |            |
| 2007                                                   | Gevouwen bootje | Suzanne Willems                                                                 | Jan Olphert Vaillantkade                           | IJburg                             | staal en aluminiumplaat                     |            |
| 2007                                                   | Gedenkteken voor Eli van Tijn                                                                                                 | Steffen Maas                                                                    | Kraaipanstraat                                     | Transvaalbuurt                     | graniet                                     |            |
| 2008                                                   | Familie | Paul de Reus                                                                    | Theo van Goghpark                                  | IJburg                             | brons, gevuld met beton                     |            |
| 2008                                                   | Nautilus | Barbara Nanning                                                                 | Erich Salomonstraat                                | IJburg                             | karton                                      |            |
| 2008                                                   | Wensplein voor vrede | Elly van den Hout Trinette Scheper                                              | Linnaeusstraat                                     | Dapperbuurt                        | staal, poedercoating, kunststof             |            |
| 2009                                                   | Stuifmeel / Ideeënboom | onbekend                                                                        | Oosterpark                                         | Oosterparkbuurt                    | cortenstaal en fietslampen                  |            |
| 2009                                                   | Communicatie | Aart Lamberts                                                                   | Oosterpark                                         | Oosterparkbuurt                    | brons, hardsteenplaat en stelcon plaat      |            |
| 2009                                                   | Buurttafel Ambonplein | Renet Korthals Altes                                                            | Ambonplein                                         | Indische Buurt                     | beton                                       |            |
| 2009                                                   | Hark (fantasievogel) | Tom Claassen                                                                    | Semarang- en Tidorestraat                          | Indische Buurt                     | brons                                       |            |
| 2009                                                   | Toegangspoort Park Frankendael Van der Sande Lacostebrug                                                                      | AnneMarie van Splunter                                                          | Nobelweg                                           | Watergraafsmeer                    | gebeitst roestvast staal                    |            |
| 2010                                                   | Karel Appel was hier | Martijn Sandberg                                                                | Dapperstraat 7                                     | Dapperbuurt                        | brons                                       |            |
| 2010                                                   | Speelobjecten Iepenplein | Lobke Alkemade                                                                  | Iepenplein                                         | Oosterparkbuurt                    | natuursteen                                 |            |
| 2010                                                   | Scherven van beschaving | Fabrice Hünd                                                                    | Pontanusstraat, Muiderpoortstation                 | Dapperbuurt                        | mozaïek keramiek                            |            |
| 2011                                                   | Dapperburen | Dorette Evers                                                                   | Pieter Nieuwlandstraat                             | Dapperbuurt                        | kunststof                                   |            |
| 2011                                                   | Slag om het Watergraafsmeer                                                                                                   | Jan van Schaik met schoolkinderen uit de buurt                                  | Park Frankendael                                   | Watergraafsmeer                    | Wilgentakken                                |            |
| 2011                                                   | Doe iets | Serge Verheugen                                                                 | Wibautspoorbrug                                    | Oosterparkbuurt                    | metaal                                      |            |
| 2012, 13 juli oorspronkelijk 2005                      | Floating poetry room | Siah Armajani met een gedicht van F. Starik                                     | Paul Hufkade                                       | IJburg                             | ponton met opbouw                           |            |
| 2012                                                   | Schommelstoelen | Handle with Care                                                                | Pieter Vlamingstraat                               | Dapperbuurt                        | verbronsd                                   |            |
| 2012                                                   | Wippen | Handle with Care                                                                | Pieter Vlamingstraat                               | Dapperbuurt                        | verbronsd                                   |            |
| 2012                                                   | Kinderkunst Linnaeusschool | Piet van de Kar                                                                 | Derde Oosterparkstraat                             | Oosterparkbuurt                    | staal                                       |            |
| 2013                                                   | Het begon met een dubbeltje                                                                                                   | Marjet Wessels Boer                                                             | Mauritskade                                        | Oosterparkbuurt                    | baksteen, aluminium                         |            |
| 2013                                                   | Steps of science – 48 tiles of organised knowledge                                                                            | Nienke Korthof                                                                  | Science Park Amsterdam                             | Science Park Amsterdam             | afwijkende stoeptegels                      |            |
| 2013                                                   | Boomstronken | Barbara Recourt                                                                 | Science Park Amsterdam                             | Science Park Amsterdam             | metaal                                      |            |
| 2013                                                   | Raw paradise | Nicky Zwaan                                                                     | Science Park Amsterdam Kruislaanspoorbrug          | Science Park Amsterdam             | licht                                       |            |
| 2014, 28 maart                                         | Uitzicht op Kinderdroomkunst (130 meter lange beeldenreeks op dak OLVG)                                                       | Iris Le Rütte                                                                   | Oosterpark 9, Onze Lieve Vrouwe Gasthuis           | Oosterparkbuurt                    | onbekend                                    |            |
| 2014                                                   | Gedenkteken Nelson Mandela | Steffen Maas                                                                    | Krugerplein 11                                     | Transvaalbuurt                     | hout                                        |            |
| 2014                                                   | Gevelversiering | Joep Verhoeven                                                                  | Derde Oosterparkstraat                             | Oosterparkbuurt                    | roestvast staal                             |            |
| 2015                                                   | Leeuwen van Zeeburg | Bart van Hove Marieke van Diemen                                                | langs Amsterdam-Rijnkanaal                         |                                    | steen                                       |            |
| 2015                                                   | Anachoreoo | Berend Strik                                                                    | Park Frankendael                                   | Watergraafsmeer                    | staal                                       |            |
| 2016                                                   | Connectable | Street Art Frankey                                                              | Science Park Amsterdam                             | Science Park Amsterdam             | metaal, kunststof                           |            |
| 2016                                                   | Muurschildering Student Hotel Amsterdam                                                                                       | Cranio                                                                          | Vrolikstraat                                       | Oosterparkbuurt                    | muurschildering                             |            |
| 2016                                                   | Glimlach | Wil van Blokland, Mirjam Bakker                                                 | OLVG                                               | Oosterparkbuurt                    | porselein                                   |            |
| 2016                                                   | Terreinafscheiding Johanna Westerdijkplein(tje)                                                                               | Joep Verhoeven                                                                  | Johanna Westerdijkplein(tje)                       | Dapperbuurt                        | roestvast staal                             |            |
| 2017                                                   | Friezen Solitudopad | Eddy Varenkamp                                                                  | Solitudopad                                        | Watergraafsmeer                    | friesbeschildering                          |            |
| 2017                                                   | Rotsfontein Oosterpark | Architectenbureau Sant en Co.                                                   | Oosterpark                                         | Oosterparkbuurt                    | rots                                        |            |
| 2018                                                   | Muurschildering Zeeburgerdijk                                                                                                 | The London Police                                                               | Zeeburgerdijk                                      |                                    | muurschildering                             |            |
| 2018                                                   | Angstig konijn | Piet Parra                                                                      | Flevopark                                          | Amsterdam-Oost                     | polyester                                   |            |
| 2018                                                   | Noch einmal Beeld uit 2010/2011, stond tot 2018 in Amersfoort                                                                 | Henk Visch                                                                      | Polderweg                                          | Amsterdam-Oost                     | brons                                       |            |
| 2018 Alleen dat jaar te zien                           | Anne Frank Mural | Lackaffen                                                                       | Wibautstraat                                       | Amsterdam-Oost                     | muurschildering                             |            |
| 2018                                                   | BatjanBuren Beeldenpark | Buurtbewoners                                                                   | Batjanstraat                                       | Indische buurt                     | mozaïek keramiek                            |            |
| 2019 Het beeld dateert uit 1951                        | De vrijheid van de gedachte                                                                                                   | Hildo Krop                                                                      | Oranje-Vrijstaatplein                              | Oostpoort                          | Frans kalksteen                             |            |
| 2019                                                   | Mural Jules Deelder geplaatst tussen 19 en 21 december 2019 naar aanleiding van overlijden Jules Deelder                      | Dr. Tiquestar                                                                   | Amsterdamsebrug                                    |                                    | graffiti                                    |            |
| 2019                                                   | U bevindt zich hier | Martijn Sandberg                                                                | Oranje-Vrijstaatkade                               |                                    | beton                                       |            |
| 2020                                                   | An outcast sanctuary | Iris Roskam                                                                     | Skatepark Zeeburg                                  | Zeeburgereiland                    | tegels                                      |            |
| 2020                                                   | Het palenhuis | Piet van Wijk                                                                   | Zuiderzeeweg                                       | Sluisbuurt                         | staal                                       |            |
| 2021                                                   | Gedenkteken Johan Cruijff | Steffen Maas                                                                    | Brink                                              | Betondorp                          | baksteen                                    |            |
| 2021                                                   | Lobi, aşk, amor | Gershwin Bonevacia                                                              | Gorontalostraat                                    | Indische Buurt                     | verf                                        |            |
| 2021                                                   | Zwanen van de Watergraafsmeer                                                                                                 | Septimia Kuhlmann                                                               | Hugo de Vrieslaan                                  | Watergraafsmeer                    | mozaïek                                     |            |
| 2022                                                   | Peel Plaza | Gabriel Lester                                                                  | Weesperplein                                       | Weesperbuurt                       | hout, cortenstaal                           |            |
| 2022                                                   | Samen zijn wij Oost | Enzo Pérès-Labourdette                                                          | Van Swindenspoorbrug                               | Dapperbuurt                        | keramiek                                    |            |
| 2022                                                   | Muurschilderingen Eerste Oosterparkstraat 107-143                                                                             | Diverse kunstenaars                                                             | Eerste Oosterparkstraat                            | Oosterparkbuurt                    | verf                                        |            |
| 2022                                                   | Een poort voor Oostpoort | Krijn de Koning                                                                 | Linnaeusstraat Land van Cocagneplein               | Oostpoort                          |                                             |            |
| 2022                                                   | Verdoonermonument | Louise van Teylingen                                                            | Weesperzijde                                       | Weesperzijde                       | brons                                       |            |
| 2022                                                   | Gatekeepers | Monika Dahlberg (kunstenaar)                                                    | Oranje-Vrijstaatkade                               | Oostpoort                          | hout                                        |            |
| 2022/2023                                              | Akpaku Evelia | Kokou Ferdinand Makouvia                                                        | Oosterpark                                         | Oosterparkbuurt                    | keramiek                                    |            |
| 2024                                                   | Hekwerk roeivereniging De Hoop                                                                                                | Ruud-Jan Kokke                                                                  | Weesperzijde                                       | Weesperzijde                       | staal                                       |            |
| onbekend                                               | Ceres | onbekend                                                                        | Middenweg, Park Frankendael                        | Watergraafsmeer                    | hardsteen                                   |            |
| onbekend                                               | Bacchus | onbekend                                                                        | Middenweg, Park Frankendael                        | Watergraafsmeer                    | hardsteen                                   |            |
| onbekend                                               | Hekwerk met dieren | Attika Architekten (hekwerk) en basisschool Louise de Coligny, groep 8 (dieren) | Sparrenweg                                         | Oosterparkbuurt                    | cortenstaal                                 |            |
| onbekend (gewijzigd in 2007)                           | Monument deportatie Joodse kinderen                                                                                           | onbekend                                                                        | Jouberstraat                                       | Transvaalbuurt                     | beton en hardsteen                          |            |
| onbekend                                               | Fontein | onbekend                                                                        | Wolthera van Reesstraat                            | Dapperbuurt                        | roestvast staal                             |            |
| onbekend                                               | onbekend | onbekend                                                                        | Wolthera van Reesstraat                            | Dapperbuurt                        | onbekend                                    |            |
| onbekend                                               | onbekend | onbekend                                                                        | Teslastraat                                        | Watergraafsmeer                    | brons                                       |            |
| onbekend                                               | onbekend | onbekend                                                                        | Van 't Hofflaan                                    | Watergraafsmeer                    | gepolijst steen                             |            |
| onbekend                                               | onbekend | onbekend                                                                        | KNSM-eiland                                        | Oostelijk Havengebied              | onbekend                                    |            |
| onbekend                                               | Olifant met kalf | onbekend                                                                        | Transvaalplein                                     | Transvaalbuurt                     | keramiek                                    |            |
| na 2013                                                | Mozaïekbanken | Leerlingen Cygnus Gymnasium Job Bisscheroux                                     | Vrolikstraat 8                                     | Oosterparkbuurt                    | keramiek                                    |            |
|                                                        | onbekend Mauritskade, bij Oosterpark                                                                                          | onbekend                                                                        | Mauritskade, bij Oosterpark                        | Oost                               |                                             |            |
|                                                        | Schildpad | onbekend                                                                        | Christiaan de Wetstraat                            | Oost                               |                                             |            |
|                                                        | Twee zwanen | onbekend                                                                        | Fizeaustraat                                       | Oost                               |                                             |            |
|                                                        | Relief Zaaiersweg | onbekend                                                                        | Zaaiersweg                                         | Oost                               |                                             |            |
|                                                        | Twee satellietontvangers | onbekend                                                                        | Bernabeuhof 1 t.o. 24 en 32                        | Oost                               |                                             |            |

## Galerij Uitzicht op Kinderdroomkunst

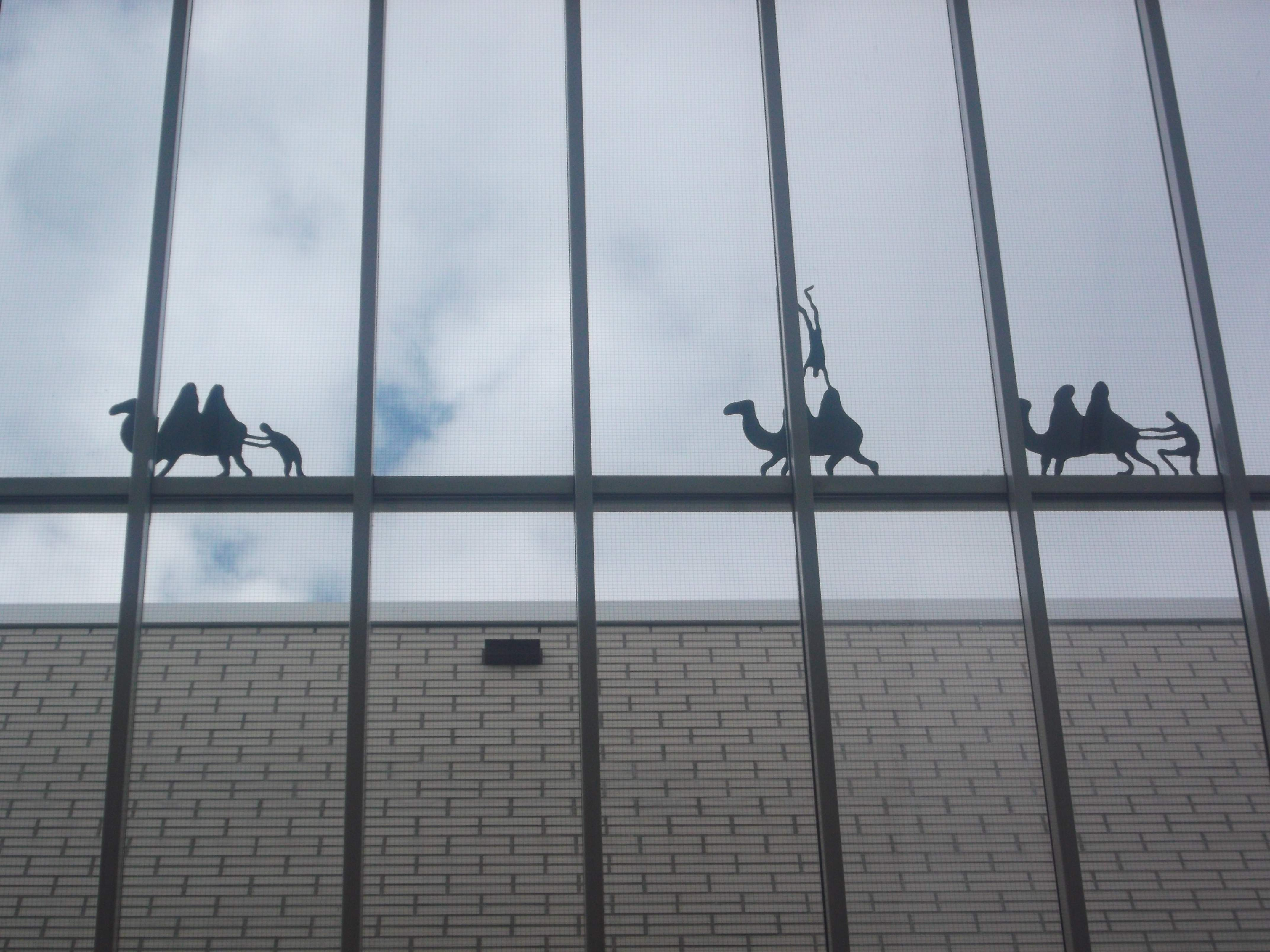
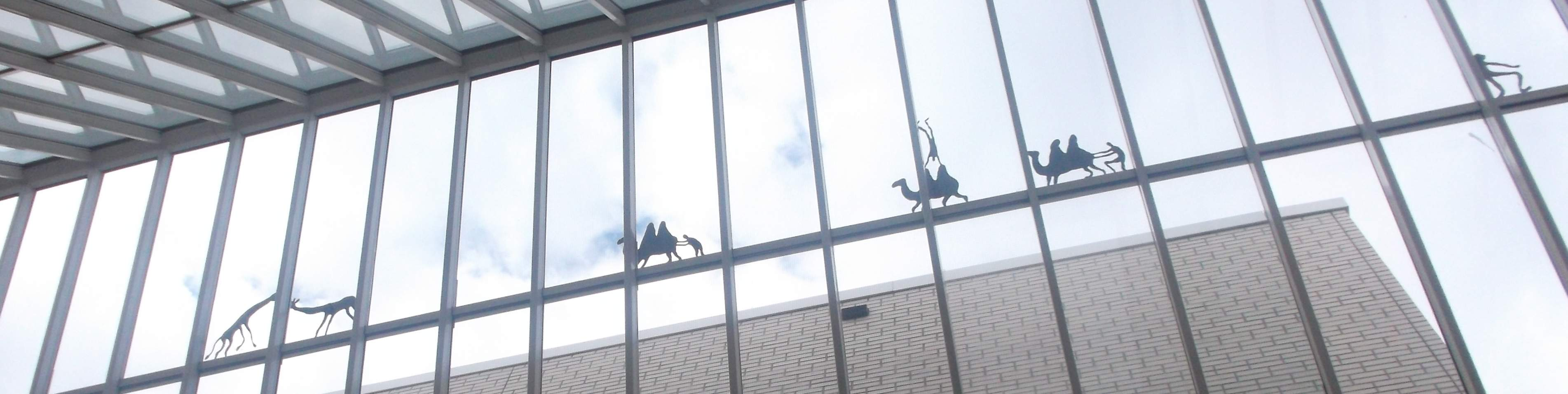
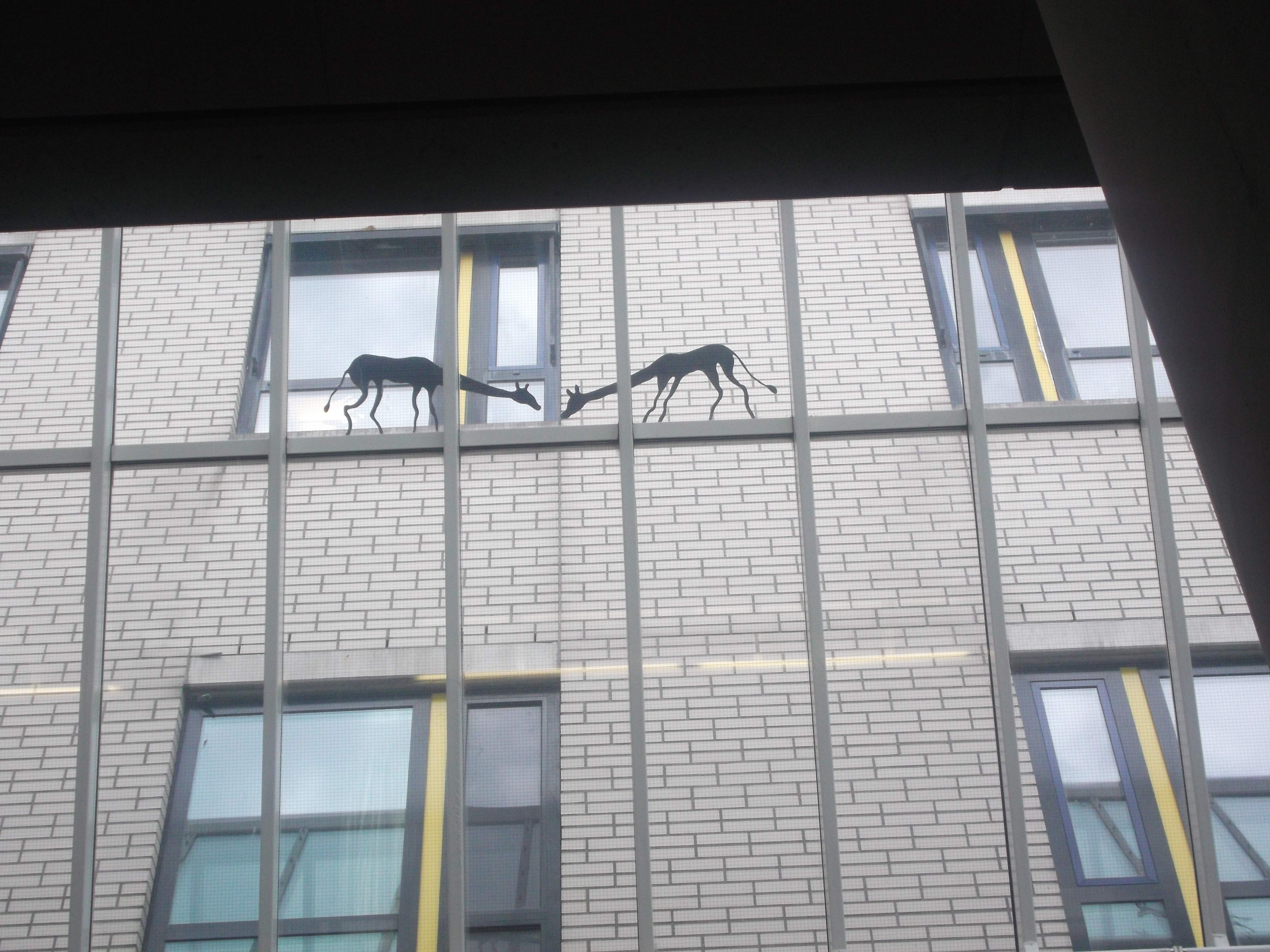

Centrum · Westpoort · West · Nieuw-West · Zuid · Oost · Zuidoost · Noord · Weesp